# Forest Hill, New South Wales
Forest Hill är en stadsdel i Wagga Wagga i Australien. Den ligger i kommunen Wagga Wagga och delstaten New South Wales, i den sydöstra delen av landet, omkring 370 kilometer sydväst om delstatshuvudstaden Sydney.